# ネイピア数の表現
ネイピア数 e には様々な表式がある。本稿では代表的なネイピア数の定義とそれに基づく表式について述べる。以下では特に断りがない限り、e をネイピア数とする。
e は数学定数の一つであり、しばしば自然対数の底と呼ばれる実数である。e は無理数であるため（ネイピア数の無理性の証明参照）通常の分数では表せないが、無限連分数で表すことはできる。また、解析学的手法を用いて級数や無限乗積、ある種の数列の極限としてe を表すことができる。

## 定義
以下にネイピア数 e のいくつかの定義を示す。本項において e の定義と e の表式に明確な差はないが、歴史的に e の利用目的・存在理由としての意義付けが明確なものを定義として扱っている。
I. ヤコブ・ベルヌーイによるとされる e の定義:
{\displaystyle e=\lim _{n\to \infty }\left(1+{\frac {1}{n}}\right)^{n}}
ベルヌーイは複利計算の過程でこの式の重要性を見い出したとされている。
II. 微分積分学的な定義:
{\displaystyle e=a\;{\text{ s.t. }}{\frac {d}{dx}}a^{x}=a^{x}\,}
x を指数部に持つ指数関数において x による微分がその関数自身となる、という e の性質は微分積分学での最も基本的なものの一つである。

## 連分数による表現
e は様々な無限連分数で表現できる。超越数であるので循環節は持たないが、ある種の規則性が観察される。
I. e は単純な正則連分数で表現可能である:
{\displaystyle {\begin{aligned}e&=\left[2;1,{\textbf {2}},1,1,{\textbf {4}},1,1,{\textbf {6}},1,1,{\textbf {8}},1,1,\ldots ,{\textbf {2n}},1,1,\ldots \right]\\&=2+{\cfrac {1}{1+{\cfrac {1}{2+{\cfrac {1}{1+{\cfrac {1}{1+{\cfrac {1}{4+\ddots }}}}}}}}}}\end{aligned}}}
II. 一般連分数による表現
{\displaystyle e=2+{\cfrac {1}{1+{\cfrac {1}{2+{\cfrac {2}{3+{\cfrac {3}{4+{\cfrac {4}{5+\ddots }}}}}}}}}}}
III. (II) から連分数等価変換により得られる連分数
{\displaystyle e=2+{\cfrac {2}{2+{\cfrac {3}{3+{\cfrac {4}{4+{\cfrac {5}{5+{\cfrac {6}{6+\ddots \,}}}}}}}}}}}
IV. (II) から変換して得られるが、… 6, 10, 14, … という項を含み、収束が早い。
{\displaystyle e=1+{\cfrac {2}{1+{\cfrac {1}{6+{\cfrac {1}{10+{\cfrac {1}{14+{\cfrac {1}{18+\ddots \,}}}}}}}}}}}
V. この例は e の指数関数のうち特殊なケースである。
{\displaystyle e^{2x/y}=1+{\cfrac {2x}{(y-x)+{\cfrac {x^{2}}{3y+{\cfrac {x^{2}}{5y+{\cfrac {x^{2}}{7y+{\cfrac {x^{2}}{9y+\ddots \,}}}}}}}}}}}

## 級数による表現
ネイピア数 e は次のような級数で表される。
- {\displaystyle e=\sum _{k=0}^{\infty }{\frac {1}{k!}}}[2]
- {\displaystyle e=\left[\sum _{k=0}^{\infty }{\frac {(-1)^{k}}{k!}}\right]^{-1}}
- {\displaystyle e=\left[\sum _{k=0}^{\infty }{\frac {1-2k}{(2k)!}}\right]^{-1}}[3]
- {\displaystyle e={\frac {1}{2}}\sum _{k=0}^{\infty }{\frac {k+1}{k!}}}
- {\displaystyle e=2\sum _{k=0}^{\infty }{\frac {k+1}{(2k+1)!}}}
- {\displaystyle e=\sum _{k=0}^{\infty }{\frac {3-4k^{2}}{(2k+1)!}}}
- {\displaystyle e=\sum _{k=0}^{\infty }{\frac {(3k)^{2}+1}{(3k)!}}}
- {\displaystyle e=\left[\sum _{k=0}^{\infty }{\frac {4k+3}{2^{2k+1}\,(2k+1)!}}\right]^{2}}
- {\displaystyle e=-{\frac {12}{\pi ^{2}}}\left[\sum _{k=1}^{\infty }{\frac {1}{k^{2}}}\ \cos \left({\frac {9}{k\pi +{\sqrt {k^{2}\pi ^{2}-9}}}}\right)\right]^{-1/3}}
- {\displaystyle e=\sum _{k=1}^{\infty }{\frac {k^{2}}{2(k!)}}}
- {\displaystyle e=\sum _{k=1}^{\infty }{\frac {k^{3}}{5(k!)}}}
- {\displaystyle e=\sum _{k=1}^{\infty }{\frac {k^{n}}{B_{n}(k!)}}}　（Bn は n 番目のベル数）

## 無限乗積による表現
ネイピア数 e はいくつかの無限乗積の形式で表現できる。
I. Pippengerの積:
{\displaystyle e=2\left({\frac {2}{1}}\right)^{1/2}\left({\frac {2}{3}}\;{\frac {4}{3}}\right)^{1/4}\left({\frac {4}{5}}\;{\frac {6}{5}}\;{\frac {6}{7}}\;{\frac {8}{7}}\right)^{1/8}\cdots }
II. Guillera の積:
{\displaystyle e=\prod _{n=1}^{\infty }{\sqrt[{n}]{\prod _{k=0}^{n}(k+1)^{(-1)^{k+1}{n \choose k}}}}=\left({\frac {2}{1}}\right)^{1/1}\left({\frac {2^{2}}{1\cdot 3}}\right)^{1/2}\left({\frac {2^{3}\cdot 4}{1\cdot 3^{3}}}\right)^{1/3}\left({\frac {2^{4}\cdot 4^{4}}{1\cdot 3^{6}\cdot 5}}\right)^{1/4}\cdots ,}
ここに n 番目の因子は次の積 の n 乗根である。
{\displaystyle \prod _{k=0}^{n}(k+1)^{(-1)^{k+1}{n \choose k}}}
III. 無限乗積:
{\displaystyle e={\frac {2\cdot 2^{(\ln(2)-1)^{2}}\cdots }{2^{\ln(2)-1}\cdot 2^{(\ln(2)-1)^{3}}\cdots }}.}

## 数列の極限による表現
ネイピア数 e はいくつかの無限数列の極限として表現できる。
I. スターリングの公式その1
{\displaystyle e=\lim _{n\to \infty }n\cdot \left({\frac {\sqrt {2\pi n}}{n!}}\right)^{1/n}}
II. スターリングの公式その2
{\displaystyle e=\lim _{n\to \infty }{\frac {n}{\sqrt[{n}]{n!}}}}
III. 上述の e の基本的な極限による定義から得られる対称形の極限 
{\displaystyle e=\lim _{n\to \infty }\left[{\frac {(n+1)^{n+1}}{n^{n}}}-{\frac {n^{n}}{(n-1)^{n-1}}}\right]}
IV. 別の極限による例
{\displaystyle e=\lim _{n\to \infty }(p_{n}\#)^{1/p_{n}}}
ここで {\displaystyle p_{n}} は n 番目の素数、{\displaystyle p_{n}\#} は {\displaystyle p_{n}} の素数階乗
V. 極限による指数関数の一般形式
{\displaystyle e^{x}=\lim _{n\to \infty }\left(1+{\frac {x}{n}}\right)^{n}}